# Абрешвије
Абрешвије (фр. Abreschviller) насеље је и општина у североисточној Француској у региону Лорена, у департману Мозел која припада префектури Сарбур.
По подацима из 2011. године у општини је живело 1510 становника, а густина насељености је износила 36,57 становника/km². Општина се простире на површини од 41,29 km². Налази се на средњој надморској висини од 250 метара (максималној 968 m, а минималној 273 m).

## Демографија
| 1962. | 1968. | 1975. | 1982. | 1990. | 1999. | 2011. |
| ----- | ----- | ----- | ----- | ----- | ----- | ----- |
| 1.353 | 1.421 | 1.381 | 1.309 | 1.233 | 1.285 | 1.510 |

График промене броја становника у току последњих година